# Ha Jung-heon
Đây là một tên người Triều Tiên, họ là Ha.
Ha Jung-Heon (tiếng Hàn: 하정헌; Hanja: 河廷憲, sinh ngày 14 tháng 10 năm 1987) là một cầu thủ bóng đá Hàn Quốc thi đấu ở vị trí tiền đạo cho Ansan Mugunghwa.
Anh khởi đầu sự nghiệp tại đội bóng tại Giải Quốc gia Hàn Quốc Ansan Police. Ngày 17 tháng 11 năm 2009, đội bóng tại K League Gangwon FC tuyển anh ở vị trí thứ sáu tại đợt tuyển quân K League 2010. Anh có trận đầu tiên tại K League trước FC Seoul ở Gangneung, Gangwon thất bại 0-3 trong trên sân nhà vào ngày 6 tháng 3 năm 2010.

## Thống kê sự nghiệp câu lạc bộ
Tính đến 31 tháng 10 năm 2011
| Thành tích câu lạc bộ | Thành tích câu lạc bộ | Thành tích câu lạc bộ  | Giải vô địch | Giải vô địch | Cúp     | Cúp       | Cúp Liên đoàn | Cúp Liên đoàn | Tổng cộng | Tổng cộng |
| Mùa giải              | Câu lạc bộ            | Giải vô địch           | Số trận      | Bàn thắng    | Số trận | Bàn thắng | Số trận       | Bàn thắng     | Số trận   | Bàn thắng |
| Hàn Quốc              | Hàn Quốc              | Hàn Quốc               | Giải vô địch | Giải vô địch | Cúp KFA | Cúp KFA   | Cúp Liên đoàn | Cúp Liên đoàn | Tổng cộng | Tổng cộng |
| --------------------- | --------------------- | ---------------------- | ------------ | ------------ | ------- | --------- | ------------- | ------------- | --------- | --------- |
| 2008                  | Suwon City            | Giải Quốc gia Hàn Quốc | 15           | 11           | 0       | 0         | -             | -             | 15        | 11        |
| 2009                  | Suwon City            | Giải Quốc gia Hàn Quốc | 17           | 6            | 1       | 0         | -             | -             | 18        | 6         |
| 2010                  | Gangwon FC            | K League               | 13           | 2            | 1       | 0         | 4             | 0             | 18        | 2         |
| 2011                  | Gangwon FC            | K League               | 4            | 0            | 0       | 0         | 1             | 1             | 5         | 1         |
| Tổng cộng sự nghiệp   | Tổng cộng sự nghiệp   | Tổng cộng sự nghiệp    | 49           | 19           | 2       | 0         | 5             | 1             | 56        | 20        |

Ghi chú: Số lần ra sân và bàn thắng bao gồm play-off giải vô địch.